# Frasnes-lez-Buissenal
Pour les articles homonymes, voir Frasnes.
Frasnes-lez-Buissenal [fʁanlebɥis(ə)nal] est une section de la commune belge de Frasnes-lez-Anvaing et un village où se trouve la maison communale, situés en Région wallonne dans la province de Hainaut.  C'était une commune à part entière avant la fusion des communes de 1977.

## Évolution démographique
- Sources : INS, Rem. : 1831 jusqu'en 1970 = recensements, 1976 = nombre d'habitants au 31 décembre.

## Histoire

### Antiquité

#### La Tène (ca. 450-conquête romaine)
La localité de Frasnes-lez-Buissenal est aussi connue pour avoir été le lieu au XIXe siècle de la découverte d'un trésor (au sens archéologique) composé de deux torques en or et de pièces de monnaie en or. La cinquantaine de pièces trouvées sont associées aux Morins et aux Nerviens. Les torques en or sont typiquement gaulois. Ils sont datés de la fin du IIe siècle av. J.-C. et sont décorés de motifs géométriques et animaliers. L'un est décoré d'une tête de bélier.

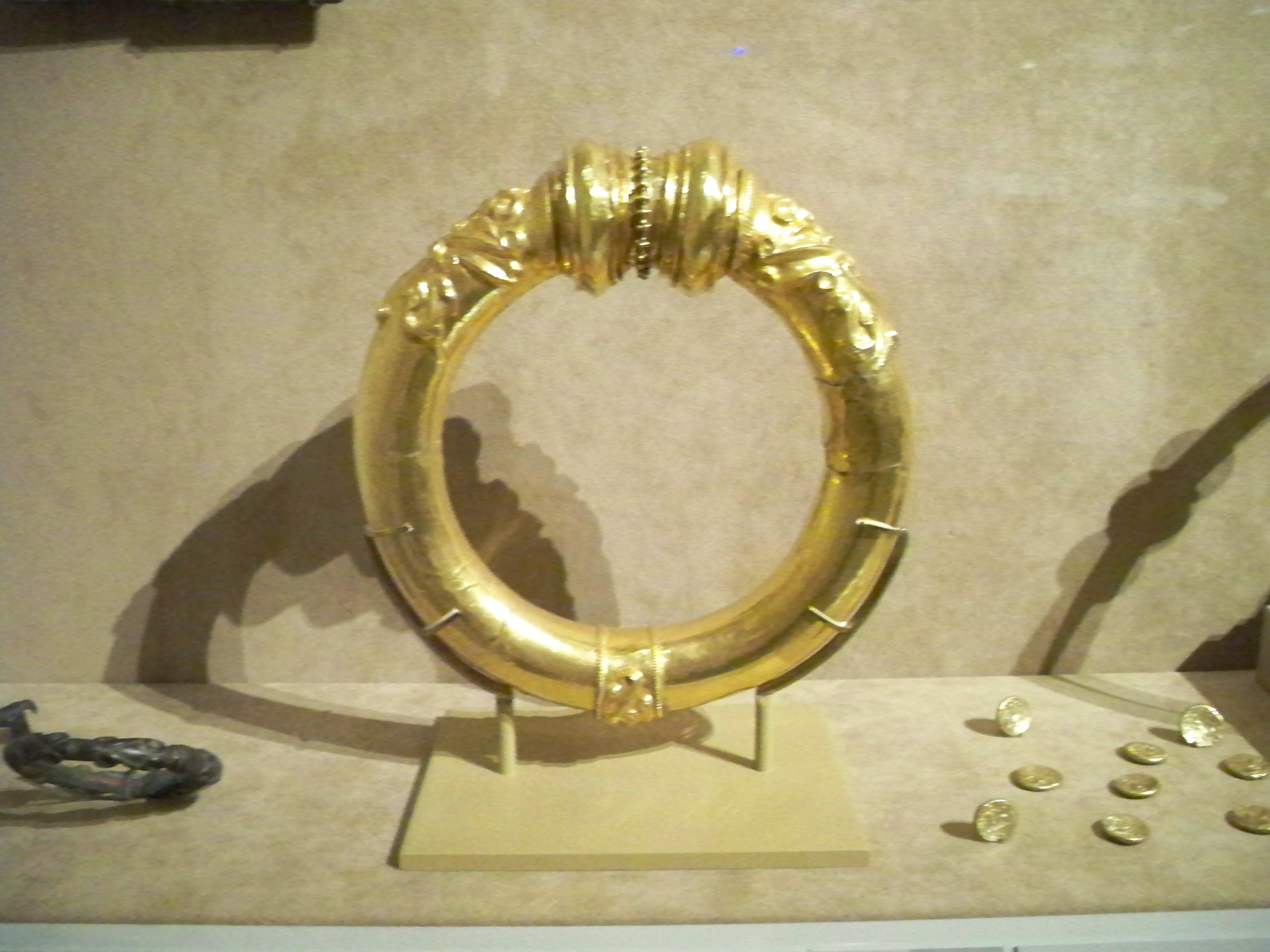
Un des deux torques et les 9 pièces restantes du trésor de Frasnes-lez-Buissenal, au Metropolitan Museum of Art de New York.

Ce trésor a été découvert le 5 février 1864 dans le Bois de Martimont aux environs de la source nommée Fontaine d'Enfer. L'enfouissement du trésor est daté de la conquête romaine par César entre 58 et 52 av. J.-C.
Il semble que le trésor ait été emmené en Allemagne durant la Première Guerre mondiale. Il a ensuite été revendu à un collectionneur new yorkais en 1953. Aujourd'hui, les neuf pièces restantes et les deux torques sont exposés au Metropolitan Museum de New-York.

## Économie
- Asinerie du Pays des Collines.
- Brasserie La Frasnoise.

## Personnalités attachées à la ville
- Le lieutenant-général Louis Ruquoy, né à Frasnes-lez-Buissenal. Lors de la Première Guerre mondiale, il est nommé chef d'état-major de l'Armée belge par le roi Albert Ier en janvier 1917 puis participe, à la tête de sa division, à l'offensive libératrice de la Belgique à l'automne 1918. Une rue de Frasnes-lez-Buissenal a été baptisée en son honneur « rue Général Ruquoy ».